# مونتيجني إن جوهيل
مونتيجني إن جوهيل (بالفرنسية: Montigny-en-Gohelle)‏ هي بلدية تقع في إقليم باد كاليه من منطقة نور با دو كاليه في شمال فرنسا. تبلغ مساحة هذه المدينة 3.5 (كم²)، وترتفع عن سطح البحر  م، يبلغ عدد سكانها 10311 نسمة حسب إحصاء المعهد الوطني للإحصاء والدراسات الاقتصادية سنة 2009 م. وترأس Jean-Claude Lecamus البلدية خلال فترة (2008-2014).

## توأمة
لمونتيجني إن جوهيل اتفاقيات توأمة مع:
- شتولبرغ